# شقران 2 (شكران)
شقران 2 هي إحدى مشيخات المملكة المغربية، تتبع جغرافيا لإقليم الحسيمة وإداريًا لشكران. يقدر عدد سكانها بـ 1239 نسمة حسب الإحصاء الرسمي للسكان والسكنى لسنة 2004.